# Live (álbum de Ray Charles)
Live es un álbum en directo de Ray Charles. Se trata de grabaciones de conciertos en vivo desde el Festival de Jazz de Newport en 1958 y de un show de Atlanta en Herndon Stadium en 1959. El álbum fue lanzado originalmente en 1987 y reeditado en 1990. Ocho de las diez canciones de la serie Newport se han publicado previamente sobre Ray Charles en Newport. El show de Atlanta, además de una pista de la serie de Newport, fue lanzado previamente como Ray Charles in Person (1960).

## Lista de canciones
- Las pistas de audio 1-10 son del concierto en el Newport Jazz Festival 1958
- Las pistas de audio 11-16 son en el concierto del Herndon Stadium 1959

1. "Hot Rod" (Charles) - 3:43
2. "Blues Waltz" (Roach) - 6:29
3. "In a Little Spanish Town" (Lewis/Wayne/Young) - 3:47
4. "Sherry" (Crawford) - 4:18
5. "Night Time Is the Right Time" (Herman) - 4:19
6. "A Fool for You" (Charles) - 7:15
7. "I Got a Woman" (Charles) - 6:24
8. "Talkin' 'Bout You" (Charles) - 4:26
9. "Swanee River Rock" (Charles) - 2:05
10. "Yes Indeed!" (Oliver) - 2:23
11. "Night Time Is the Right Time" (Herman) - 4:06
12. "Frenesí" (Charles/Dominguez/Russell) - 4:58
13. "The Spirit-Feel" (Jackson) - 4:08
14. "Tell the Truth" (Pauling) - 2:46
15. "Drown in My Own Tears" (Glover) - 6:12
16. "What'd I Say" (Charles) - 4:01

- Datos: Q9023083